# コーネリアス・オキャラハン (初代リズモア男爵)
初代リズモア男爵コーネリアス・オキャラハン（英語: Cornelius O'Callaghan, 1st Baron Lismore、1742年1月7日 – 1797年7月12日）は、アイルランド王国の政治家、貴族。

## 生涯
トマス・オキャラハン（Thomas O'Callaghan）とサラ・デイヴィス（Sarah Davis、ジョン・デイヴィスの娘）の息子として、1742年1月7日に生まれた。
1768年から1785年までティペラリー県のフェザード選挙区の代表としてアイルランド庶民院議員を務め、1785年6月27日にアイルランド貴族であるティペラリー県におけるシャンバリーのリズモア男爵に叙され、6月30日にアイルランド貴族院議員に就任した。
1797年7月12日に死去、同名の息子コーネリアスが爵位を継承した。

## 家族
1774年12月13日、フランシス・ポンソンビー（Frances Ponsonby、1757年2月18日 – 1827年5月25日、ジョン・ポンソンビーの娘）と結婚した。
- コーネリアス（1775年 – 1857年） - 第2代リズモア男爵、初代リズモア子爵
- ロバート・ウィリアム（英語版）（1777年 – 1840年） - 軍人、生涯未婚[3]